# MM730
《MM730》為香港電視娛樂／MakerVille製作的綜藝節目時段。此時段由2022年4月4日至2023年11月17日，逢星期一至五19:30－20:00在ViuTV播映，星期一至五各有不同的節目。

## 節目
- 《困獸鬥》（Beast Fight Game）逢星期一播映，由程人富、洪嘉豪、楊安妮、米露迪、陳海寧、梁業（第5集起）主持。節目主持會被困在室內，透過小遊戲分出勝負。[3]

- 《粉絲福利署》（Fans Club Welfare Department）逢星期二播映，由黃正宜（第1至15集）、鄺旨呈、蔡寶欣、蔡曉童（第16集起）主持。節目會邀請歌手與其粉絲一起玩遊戲。[3]

- 《Auntie 妳好》（Hello Auntie）逢星期三播映，由陳月媚、鍾慧冰、吳保錡主持。節目邀請藝人或KOL與「Auntie」們聊天和玩遊戲。[3]

- 《娛論潮》（ENTrend talk）於2022年4月7日至12月29日期間逢星期四播映，由馬騮搣、黃奕晨主持。節目帶出娛樂、潮流和文化話題，並邀請藝人嘉賓探討娛樂及潮流文化的發展趨勢。[3]

- 《傾 of the World》（Talk Of The World）於2023年1月5日到8月10日期間逢星期四播映，由馬騮搣、溫湯馬仕（Thomas Windle）主持。節目邀請來自外地的嘉賓進行不同主題的訪談。

- 《突然探班》（Internal making of）於2023年8月17日到11月16日期間逢星期四播映，由張右雨、羅子熙主持。節目主要集中於MakerVille製作的節目，如真人騷、劇集拍攝、演唱會或旗下藝人參加活動的花絮。

- 《男女自然觀察學會》（Share Hall）逢星期五播映，由岑珈其、歐鎮灝、葉振弘、許寶恆、何洛瑤、楊安妮主持。節目會探討男女在不同情景下的選擇與取向。[3]六名主持自稱為限定組合「馬友會」，並在《馬友旅遊部》中再度合作。

## 外部連結
- ViuTV：MM730 （页面存档备份，存于）